# Gauvain Quiéret
Pour les articles homonymes, voir Gauvain (homonymie) et Quiéret.
Gauvin Quiéret, né vers 1433 et mort avant juillet 1470, est un écrivain français de Picardie du XVe siècle.

## Biographie et œuvre
Gauvin Quiéret est issu d’une ancienne famille picarde, fils de Jacques Quiéret, seigneur de Heuchin, et de Bonne de Berlettes, qui est la nièce du chroniqueur Jean de Wavrin. Il a pour surnom « Boort » qui est héréditaire dans la famille pour les fils aînés. Il épouse Jeanne d’Isque de la Haye. Ils auront cinq enfants.
Il mène une vie paisible consacrée à la littérature ; d’après le Trialogue Quiéret, seul texte de lui qui nous soit parvenu, il a composé d’autres œuvres qui sont perdues.
Le Trialogue a été composé après la mort de Charles VII en 1461 : c’est un texte en prose, un miroir des princes en forme de prosopopée où trois dames : France, Prouesse et Bonne Renommée apparaissent en rêve au narrateur. La première se lamente de la mort de Charles VII et trouve son réconfort auprès des deux autres qui indiquent au nouveau roi, Louis XI, comment assurer paix et prospérité dans le royaume tout en apportant une aide efficace au roi d’Angleterre.
Le texte est conservé dans un seul manuscrit.